# Enzo Pérez
Pour les articles homonymes, voir Pérez.
Enzo Pérez, né le 22 février 1986 à Mendoza, est un footballeur international argentin jouant au poste de milieu de terrain dans le club argentin d'Estudiantes.

## Carrière en club

### Benfica Lisbonne
Le 8 juin 2011, Enzo Pérez signe un contrat de cinq ans avec le club portugais du Benfica Lisbonne,.
En mai 2013 il est finaliste de la Ligue Europa avec son nouveau club qui perd contre Chelsea.
En 2014, il est l'un des grands artisans du superbe triplé de Benfica à l'issue de la saison. Auteur de 46 apparitions pour 5 buts et 7 passes décisives, sa saison 2013-2014 est tout bonnement exceptionnelle. Cette année le Benfica sera une nouvelle fois défait en finale de la Ligue Europa contre le FC Séville.
Il impressionne de par sa polyvalence ; il peut en effet jouer meneur de jeu, en soutien de l'attaquant et même ailier droit. Sa bonne saison avec le Benfica génère un intérêt important de plusieurs grand clubs européens, dont Manchester United, portent un intérêt à Enzo Pérez.

### Valence CF
Le 29 décembre 2014, il signe un contrat avec le club espagnol du Valence CF. Le montant du transfert est estimé à 25 millions d'euros. Il arrive pour disputer la seconde moitié de la saison 2014/15, avec pour objectif de qualifier le club Che en Ligue des Champions.
Il a fait ses débuts avec l'équipe le 4 janvier 2015 comme titulaire avec une victoire (2-1) face au Real Madrid à Mestalla. Il a des difficultés à s'intégrer et peine à retrouver son meilleur niveau même si'l réalise une bonne fin de saison qui permet à l'équipe de se qualifier pour la Ligue des Champions.
La saison 2015/16 démarre difficilement, ce qui conduite au licenciement de Nuno Espirito Santo après quelques mois. Enzo Pérez connaît plusieurs problèmes physiques qui lui font manquer 16 matchs. Le club connaît un passage difficile lors de cette saison et la suivante avec de nombreux changements d'entraîneurs à la suite de l'arrivée du nouveau propriétaire Peter Lim. Malgré tout, sur le plan personnel, Enzo Pérez est nommé capitaine.
La saison 2016/17 est très compliqué pour Valence qui termine 12e après avoir passé une bonne partie de la saison proche de la zone relégation. A lété 2017 il devient indésirable au club en raison de ses problèmes physiques, de son nombre d'avertissements excessifs, de son salaire important, et de ses mauvaises relations avec la presse et avec une partie des supporters. Des clubs anglais émettent un intérêt pour le joueur mais celui-ci reste déterminé à rejoindre l’Argentine, son pays natal.
Marca désigne Enzo Pérez "pire transfert" de l'histoire du Valence CF en raison de la somme déboursée pour le faire venir et des performances du club et du joueur.

### River Plate
Depuis toujours supporter du club millionaro, il rejoint River Plate le 28 juin 2017 en échange de 5 millions d'euros.
Lors de sa première saison au club, il inscrit deux buts dans un match désormais mythique de l’ère Marcelo Gallardo. Battu 3-0 lors du match aller des par le club Bolivien de Jorge Wilstermann quarts de finale de la Copa Libertadores 2017, River Plate renverse la situation en s'imposant 8-0 lors du match retour dans un stade Monumental en fusion. Pour son second but, Enzo Pérez part de sa surface de réparation et parcours plus de 70 mètres avec le ballon avant de tromper le gardien.
Il remporte la Copa Libertadores 2018 face aux rivaux de Boca Juniors.
Le 19 mai 2021, face à une avalanche de blessures et de cas de Covid-19 dans son club de River Plate, Pérez accepte de jouer un match de Copa Libertadores contre Santa Fe en tant que gardien de but. Son club s'impose 2-1 à domicile, le joueur encaissant un but de Kelvin Osorio (es),. Se retrouvant dans une situation inhabituelle pour un joueur de champ, Pérez est rapidement l'objet de mèmes sur les réseaux sociaux. Le fait qu'il ait souhaité disputer la rencontre malgré une tension à l'ischio-jambier droit – pouvant s'aggraver et entraîner une blessure – lui vaut la reconnaissance de ses coéquipiers, des supporters et de la presse,. Le maillot de gardien vert porté par Pérez lors de ce match est désormais exposé au musée du club.
Il est nommé capitaine après le départ à la retraite de Leo Ponzio en 2021.
Idole et capitaine de River Plate, il annonce son départ en fin de saison 2023, après six ans et demi, 240 matchs et surtout dix titres remportés. Il dispute son dernier match sous le maillot des Millonario face à Rosario Central pour le Trophée des Champions 2023.

### Estudiantes
Le 10 janvier 2024, il retourne à Estudiantes en s'engageant pour un an, jusqu'à décembre de la même année.

## En équipe nationale

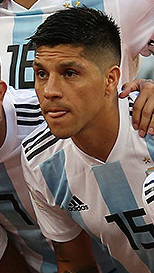
Enzo Pérez avec lAlbiceleste à la Coupe du monde 2018

Le 29 septembre 2010, convoqué par Diego Maradona, Enzo Pérez honore sa première sélection en équipe d'Argentine, pour affronter le Ghana (victoire 2-0),. Il inscrit son premier but avec L'Albiceleste le 26 mai 2011, lors de la confrontation en amicale face au Paraguay à Resistencia (victoire 4-2).
Longtemps en balance avec Ever Banega ou José Sosa, ses performances lui permettent d'être sélectionné avec l'équipe d'Argentine pour la Coupe du monde 2014 au Brésil. Il possède une relation de confiance avec le sélectionneur Alejandro Sabella qui l'entraînait à Estudiantes de la Plata et avec qui il a remporté un championnat (ouverture 2010) et une Copa Libertadores (2009). Il devient titulaire au cours de la compétition et dispute la finale face à l'Allemagne. L'Argentine s'incline 1-0 après prolongation.
Initialement non convoqué par Jorge Sampaoli pour la Coupe du monde 2018 en Russie, il est finalement intégré au groupe final à la suite de la blessure de Manuel Lanzini avant le début de la compétition. Il est titulaire lors du huitième de finale face à la France au cours duquel l'Argentine est éliminé (4-3).

## Statistiques

### Matchs internationaux
| Saison                | Sélection             | Phases finales        | Phases finales | Phases finales | Phases finales | Éliminatoires | Éliminatoires | Éliminatoires | Matches amicaux | Matches amicaux | Matches amicaux | Total | Total | Total |
| Saison                | Sélection             | Compétition           | M              | B              | Pd             | M             | B             | Pd            | M               | B               | Pd              | M     | B     | Pd    |
| --------------------- | --------------------- | --------------------- | -------------- | -------------- | -------------- | ------------- | ------------- | ------------- | --------------- | --------------- | --------------- | ----- | ----- | ----- |
| 2009-2010             | Argentine             | Coupe du monde 2010   | -              | -              | -              | 1             | -             | -             | 2               | -               | -               | 3     | 0     | 0     |
| 2010-2011             | Argentine             | Copa América 2011     | -              | -              | -              | -             | -             | -             | 2               | 1               | -               | 2     | 1     | 0     |
| 2012-2013             | Argentine             | -                     | -              | -              | -              | 1             | -             | -             | -               | -               | -               | 1     | 0     | 0     |
| 2013-2014             | Argentine             | Coupe du monde 2014   | 3              | -              | -              | -             | -             | -             | 2               | -               | -               | 5     | 0     | 0     |
| 2014-2015             | Argentine             | Copa América 2015     | -              | -              | -              | -             | -             | -             | 4               | -               | -               | 4     | 0     | 0     |
| 2015-2016             | Argentine             | Copa América 2016     | -              | -              | -              | 1             | -             | -             | -               | -               | -               | 1     | 0     | 0     |
| 2016-2017             | Argentine             | -                     | -              | -              | -              | 3             | -             | -             | -               | -               | -               | 3     | 0     | 0     |
| 2017-2018             | Argentine             | Coupe du monde 2018   | 3              | -              | -              | 2             | -             | 1             | 2               | -               | -               | 7     | 0     | 1     |
| Total sur la carrière | Total sur la carrière | Total sur la carrière | 6              | 0              | 0              | 8             | 0             | 1             | 12              | 1               | 0               | 26    | 1     | 1     |

### Buts internationaux
| 0 | Date        | Lieu                                       | Adversaire | Score | Résultat | Compétition  |
| - | ----------- | ------------------------------------------ | ---------- | ----- | -------- | ------------ |
| 1 | 25 mai 2011 | Estadio Centenario, Resistencia, Argentine | Paraguay   | 4-2   | 4-2      | Match amical |

## Palmarès
| Godoy Cruz (1)                                                         | Estudiantes de La Plata (2)                                                                                | Benfica Lisbonne (5) | River Plate (10) |
| ---------------------------------------------------------------------- | --- | --- | --- |
| - Championnat d'Argentine de deuxième division (1) : - Champion : 2006 | - Championnat d'Argentine (1) : - Champion : 2010 (ouverture) - Copa Libertadores (1) : - Vainqueur : 2009 | - Championnat du Portugal (1) : - Champion : 2014 et 2015 - Coupe du Portugal (1) : - Vainqueur : 2014 - Coupe de la Ligue (1) : - Vainqueur : 2014 - Supercoupe du Portugal (1) : - Vainqueur : 2014 | - Championnat d'Argentine (2) : - Champion : 2021 et 2023 - Coupe d'Argentine (2) : - Vainqueur : 2017 et 2019 - Supercoupe d'Argentine (2) : - Vainqueur : 2017 et 2019 - Trofeo de Campeones (2) : - Vainqueur : 2021 et 2023 - Copa Libertadores (1) : - Vainqueur : 2018 - Recopa Sudamericana (1) : - Vainqueur : 2019 |